# Becky G
Rebbeca Marie Gomez, mera känd under artistnamnet Becky G, född 2 mars 1997 i Inglewood i Kalifornien, är en amerikansk sångerska och skådespelare.

## Biografi
Becky G blev känd under 2012 då hon lade upp sina egna remixer på YouTube.
2014 släppte hon "Shower" som blev en stor hit både i sitt hemland USA och i Sverige, med vilken hon vann Radio Disney Music Award för: Bästa nya artist, Bästa stil och för mest medryckande nya låt.
Två år senare släppte hon sin första spanskspråkiga singel "Sola" med inslag av reggae. Hon har därefter vänt sig alltmer mot den latinamerikanska popvärlden.
Hennes album "Mala Santa" (2019) beskrivs som "hes, rak och osmörig sång" som kontrasterar mot sensuella latinogitarrer.

## Diskografi

### Studioalbum
- Play It Again (2013)
- Mala Santa (2019)

### Singlar
- "Problem" (2012) (med will.i.am)
- "Becky from the Block" (2013)
- "Play It Again" (2013)
- "Built for This" (2013)
- "Can't Get Enough" (2014) (med Pitbull)
- "Shower" (2014)
- "Can't Stop Dancin'" (2014)
- "Lovin' So Hard"(2015)
- "Break a Sweat" (2015)
- "You Love It" (2015)
- "Sola" (2016)
- "Mangú" (2016)
- "Todo Cambio" (2017)
- "Mayores" (2017) (med Bad Bunny)
- "Díganle" (2017) (med Leslie Grace)
- "Ya Es Hora" (2018) (med Ana Mena och De La Ghetto)
- "Sin Pijama" (2018) (med Natti Natasha)
- "Zooted" (2018) (med French Montana och Farruko)
- "Cuando Te Besé" (2018) (med Paulo Londra)
- "Pienso en Ti" (2018) (med Joss Favela)
- "Booty" (2018) (med C. Tangana och Alizzz)
- "LBD" (2019)
- "Green Light Go" (2019)
- "Banana" (2019) (med Anitta)
- "La Respuesta" (2019) (med Maluma)
- "Next to You" (2019) (med Digital Farm Animals, Rvssian och Davido)
- "Que Me Baile" (2019) (med ChocQuibTown)
- "Dollar" (2019) (med Myke Towers)
- "Mueve" (2019) (med Gianluca Vacchi, Nacho och MC Fioti)
- "Secrets" (2019)
- "Mala Santa" (2019)
- "My Man" (2020)
- "Otro Día Lluvioso" (2020) (med. Juhn, Lenny Tavarez, Becky G Ft. Dalex).